# 其美仁增 (藏人行政中央)
其美仁增（藏語：འཆི་མེད་རིག་འཛིན，威利转写：vchi med rig 'dzin；？—），藏族，籍贯不详，西藏流亡政府官员。

## 生平
2001年8月27日到2005年9月15日，其美仁增担任达赖喇嘛及西藏流亡政府驻日内瓦代表处代表，负责中欧及东欧事务。
此后，其美仁增是印度达兰萨拉的西藏流亡政府官员，并任达赖喇嘛的高级发言人。